# Arthur Hambling
Pour les articles homonymes, voir Hambling.
Arthur Hambling né le 14 mars 1888 à Reading, dans le Berkshire (Angleterre), et mort le 6 décembre 1952, est un acteur britannique surtout connu pour ses rôles dans les films Henry V (1944) et De l'or en barre (1951).

## Filmographie partielle
- 1934 : The Scoop
- 1935 : Look Up and Laugh de Basil Dean
- 1937 : French Leave
- 1937 : A Romance in Flanders
- 1938 : South Riding de Victor Saville
- 1938 : Almost a Honeymoon
- 1938 : Lightning Conductor
- 1938 : The Gaunt Stranger
- 1938 : Many Tanks Mr. Atkins
- 1940 : Three Silent Men
- 1940 : Bulldog Sees It Through
- 1941 : Cottage à louer
- 1942 : They Flew Alone
- 1944 : Henry V
- 1945 : Johnny Frenchman
- 1946 : Demobbed
- 1947 : Il pleut toujours le dimanche (It always rains on Sunday) de Robert Hamer
- 1948 : Daughter of Darkness
- 1948 : My Brother's Keeper
- 1949 : It's Not Cricket
- 1950 : Waterfront
- 1950 : La Cage d'or (Cage of Gold)
- 1951 : Blackmailed
- 1951 : De l'or en barre
- 1952 : The Happy Family de Muriel Box
- 1952 : Derby Day
- 1953 : Cinq Heures de terreur